# Heinrich Kochhann (Politiker, 1830)
Heinrich Kochhann (* 2. August 1830 in Berlin; † 31. März 1903 ebenda) war Kaufmann und Mitglied des Deutschen Reichstags.

## Leben
Kochhann war der Sohn des Berliner Ehrenbürgers Friedrich Heinrich Eduard Kochhann. 1856 gründete er gemeinsam mit seinem Bruder Albert Kochhann das Bank- und Produktenkommissionsgeschäft Gebr. Kochhann, das u. a. eine bedeutende Rolle im Getreidehandel spielte.
Ab 1884 war er in Berlin unbesoldeter Stadtrat und hatte zahlreiche Ämter im Magistrat inne. Nach seinem Ausscheiden erhielt er am 7. Februar 1901 den Titel eines Stadtältesten von Berlin. Zwischen 1895 und 1898 war er zweiter Vizepräsident der Berliner Kaufmannschaft.

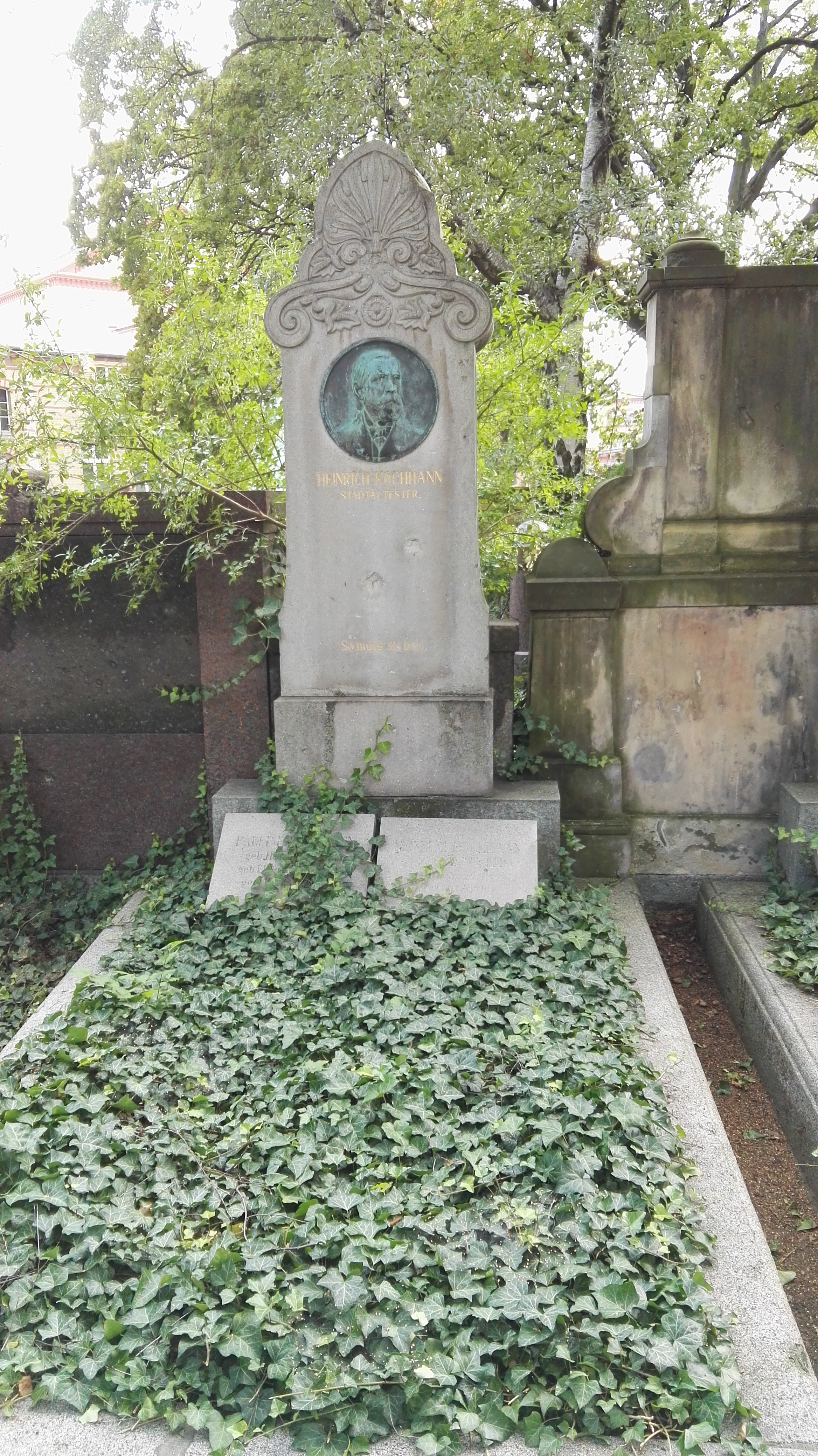
Grab

Von 1881 bis 1884 war er Mitglied des Deutschen Reichstags für den Wahlkreis Regierungsbezirk Frankfurt 2 Landsberg (Warthe), Soldin und die Liberale Vereinigung.
Kochhann ist auf dem Friedhof der Dorotheenstädtischen und Friedrichswerderschen Gemeinden bestattet.